# گراند ریور (آیووا)
گراند ریور (به انگلیسی: Grand River) شهری در ایالت آیووا کشور ایالات متحده آمریکا است که جمعیت آن در سرشماری سال ۲۰۱۰ میلادی، ۲۳۶ نفر بوده‌است.